# 박기필
박기필(한국 한자: 朴起必, 1984년 7월 29일 ~ )은 대한민국의 전 축구 선수이며, 포지션은 미드필더였다.